# Kazuya Matsuda
Kazuya Matsuda (松田 和也 Matsuda Kazuya?,  nacido el 23 de agosto de 1973 en Osaka) es un exfutbolista japonés. Jugaba de centrocampista y su último club fue el Sagawa Express Osaka de Japón.

## Trayectoria

### Clubes
| Club                 | País  | Año         |
| -------------------- | ----- | ----------- |
| Gamba Osaka          | Japón | 1993 - 1995 |
| Albirex Niigata      | Japón | 1996 - 1997 |
| Sagawa Express Osaka | Japón | 1998        |